# Takuya Jinno
Takuya Jinno (神野 卓哉 Jinno Takuya?), född 1 juni 1970, är en japansk tidigare fotbollsspelare.
I oktober 1992 blev han uttagen i japans trupp till Asiatiska mästerskapet i fotboll 1992.